# Онур, Самед
Самед Онур (тур. и нем. Samed Onur; родился 15 июля 2002, Дюссельдорф, Германия) — турецкий и немецкий футболист, полузащитник клуба «Фатих Карагюмрюк».

## Футбольная карьера
Самед — уроженец города Кёльн, располагающегося на земле Северный Рейн-Вестфалия. В десятилетнем возрасте попал в академию леверкузенского «Байера». Играл за молодёжные команды клуба. С сезона 2020/2021 привлекается к тренировкам с основной командой. 10 декабря 2020 года дебютировал за «Байер 04» в поединке Лиги Европы против пражской «Славии», где вышел на поле на 68-й минуте, заменив Дэйли Синкгравена.